# 2Pacalypse Now
2Pacalypse Now je prvi studijski album američkog repera Tupaca Shakura koji je 12. studenog 1991. objavila diskografska kuća Interscope Records. Tupac je ovim albumom slušateljima dočarao život na ulici, te je iznio probleme američkog društva poput rasizma, policijske brutalnosti, siromaštva i adolescentske trudnoće. 
U Sjedinjenim Američkim Državama do 2011. godine prodano je 923.455 kopija albuma.

## Singlovi
| # | Naziv                 | Gost(i)        | Producent(i) |
| - | --------------------- | -------------- | ------------ |
| 1 | "Brenda's Got a Baby" | Dave Hollister | Big D        |
| 2 | "Trapped"             | Shock G        | Shock G      |
| 3 | "If My Homie Calls"   |                | Big D        |

## Popis pjesama
| Br. | Skladba                    | Trajanje |
| --- | -------------------------- | -------- |
| 1.  | »Young Black Male«         | 2:35     |
| 2.  | »Trapped«                  | 4:44     |
| 3.  | »Soulja's Story«           | 5:05     |
| 4.  | »I Don't Give a Fuck«      | 4:20     |
| 5.  | »Violent«                  | 6:25     |
| 6.  | »Words of Wisdom«          | 4:54     |
| 7.  | »Something Wicked«         | 2:28     |
| 8.  | »Crooked Ass Nigga«        | 4:17     |
| 9.  | »If My Homie Calls«        | 4:18     |
| 10. | »Brenda's Got a Baby«      | 3:55     |
| 11. | »Tha' Lunatic«             | 3:29     |
| 12. | »Rebel of the Underground« | 3:17     |
| 13. | »Part Time Mutha«          | 5:13     |

## Vanjske poveznice
- – 2Pacalypse Now (engl.)
- – 2Pacalypse Now (engl.)